# Schnelleinsatzgruppe Betreuung
Eine Schnelleinsatzgruppe Betreuung (SEG-B oder SEG-Bt) bezeichnet eine Fachrichtung einer Schnelleinsatzgruppe, die bei Großschadensereignissen leicht bzw. unverletzte Personen betreut. Eine weitere Aufgabe einer Schnelleinsatzgruppe Betreuung ist die Versorgung von Betroffenen oder Einsatzkräften mit Essen und Trinken. Die Schnelleinsatzgruppen Betreuung können auch als Betreuungsgruppen innerhalb von Einsatzeinheiten/-zügen eingesetzt werden.

## Aufgabenspektrum
Der Betreuungsdienst

Fachbereich Soziale Betreuung und Unterkunft

- fängt Betroffene auf, sammelt sie und führt sie weiteren Hilfemaßnahmen zu,
- leitet Betroffene aus Gefahrenbereichen,
- verpflegt Betroffene/Einsatzkräfte,
- bringt Betroffene in Notunterkünften unter,
- betreut Betroffene unter Beachtung besonders gefährdeter Personengruppen und
- registriert Betroffene.

## Qualifikation der Helfer
Die Qualifikation der Helfer ist auf die Aufgaben des Betreuungsdienstes ausgelegt, die Bezeichnungen der Lehrgänge variieren aber innerhalb der Hilfsorganisationen. Meistens ist jedoch eine vielfältige Ausbildung in den Bereichen Sanität, Betreuung und Verpflegung vorhanden.

## Kapazität
Die Kapazität einer Schnelleinsatzgruppe Betreuung variiert teils sehr stark. Während kleinere Schnelleinsatzgruppen Betreuung eine Kapazität zur kurzfristigen Betreuung von 50 Personen und Verpflegung von 50 bis 150 Personen aufbieten, können größere Schnelleinsatzgruppen Betreuung eine Kapazität zur kurzfristigen Betreuung von bis zu 500 Personen und eine Verpflegung von etwa 200 bis 400 Personen aufbieten.

## Sonstiges
Alarmiert wird die Schnelleinsatzgruppe über Funkmeldeempfänger oder Mobiltelefon. Die Vorlaufzeit einer Schnelleinsatzgruppe Betreuung ist nicht einheitlich geregelt, variiert aber zwischen 15 und 45 Minuten.
Aufgrund des Personalmangels in vielen Schnelleinsatzgruppen verrichtet die Schnelleinsatzgruppe Betreuung ein immer größer werdendes Aufgabenspektrum. Die Verpflegung ist bei vielen Hilfsorganisationen bereits in der Schnelleinsatzgruppe Betreuung als Verpflegungstrupp integriert. Eine separate Schnelleinsatzgruppe Verpflegung existiert nur vereinzelt.